# Wszystkie stworzenia duże i małe (film)
Wszystkie stworzenia duże i małe (ang. All Creatures Great and Small) – brytyjski dramat biograficzny z 1975 roku w reżyserii Claude’a Whathama. Adaptacja powieści Jamesa Herriota o tym samym tytule.

## Obsada
- Simon Ward jako James Herriot
- Anthony Hopkins jako Siegfried Farnon
- Lisa Harrow jako Helen Alderson
- Brian Stirner jako Tristan Farnon
- Freddie Jones jako Cranford
- T.P. McKenna jako Soames